# Wood Badge

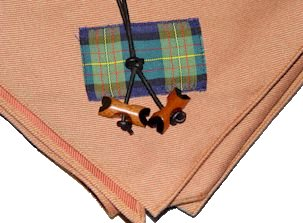
Wood Badge

Il Wood Badge (o Woodbadge) è nelle associazioni scout l'insieme dei distintivi portati da coloro che hanno completato un percorso di Formazione Capi riconosciuto dall'Organizzazione Mondiale del Movimento Scout (OMMS o WOSM) come equivalente a quello di Gilwell Park. È composto dal fazzolettone Gilwell, dai "tizzoni", il laccio di cuoio e dal portafazzolettone a testa di turco.

## Origini
Nel 1919 l'associazione scout inglese ricevette dallo Scout Commissioner scozzese William De Bois MacLaren la tenuta di Gilwell Park, nella foresta di Epping, vicino a Londra, che la donò dopo averla acquistata per 7.000 sterline. Lo scopo era farne un luogo di formazione per i capi, richiesti in numero sempre maggiore da un'associazione in forte crescita.
Alla conclusione del primo corso, Baden-Powell decise di lasciare a tutti i partecipanti un segno distintivo.
Prese dunque i grani (che solitamente in Italia vengono chiamati tizzoni) di una collana appartenuta al capo Dinuzulu kaCetshwayo, cui lui diede la caccia in Sudafrica nel 1888. Col tempo a questi due tizzoni si aggiunse anche il fazzolettone Gilwell e il portafazzolettone a Testa di Turco.
Fra il 1922 e il 1925, i capi che frequentavano il corso per capi branco ricevevano un distintivo diverso, detto Akela Badge, costituito da una zanna di lupo appesa a un laccio di cuoio, mentre due zanne venivano portate dai capi formatori. Dopo poco, tuttavia, le insegne Wood Badge furono adottate per tutte le branche.
I capi che completano la formazione Gilwell e ricevono il Wood Badge sono anche membri del gruppo scout Gilwell 1, l'unico gruppo composto solo di capi. Questo gruppo si riunisce ogni anno il primo venerdì di settembre a Gilwell Park per la Gilwell Reunion, che dura fino alla domenica.

## Descrizione
Le insegne Gilwell sono composte di quattro elementi.

### Fazzolettone Gilwell
È un fazzolettone color grigio-rosato (tortora) all'esterno e arancione-rossiccio all'interno. Secondo la tradizione sono le braci rosseggianti dello Spirito Scout che covano sotto la cenere dell'Umiltà. Su un angolo è apposto un rettangolo del tartan del Clan dei MacLaren, in ricordo della donazione effettuata da William De Bois MacLaren, che consentì l'acquisto della tenuta di Gilwell Park e la ristrutturazione dei primi edifici.
Inizialmente lo staff del campo usava un fazzolettone interamente composto da questo Tartan; poi, probabilmente per motivi di costo, se ne prese un semplice rettangolo, cucito su un angolo del fazzoletto, così come è oggi.

### Tizzoni
Sono piccoli pezzi di legno di forma cilindrica, forati per farvi passare un laccetto di cuoio, e tagliati in modo da lasciare uno spigolo su entrambe le estremità che poi vengono annerite al fuoco.
Come detto, i primi venivano dalla collana di Dinuzulu. Questa collana, lunga oltre tre metri, era composta di oltre 1 000 pezzi di legno di acacia, anneriti col fuoco alle estremità, detti iziqu in lingua zulu. Erano assegnati come segno di riconoscimento ai guerrieri Zulu, ed era raro averne tanti come ne aveva Dinuzulu.
In occasione del primo campo scuola a Gilwell, Baden-Powell si ricordò della collana e ne diede a ogni partecipante al corso un grano. Il distintivo fu chiamato "Wood Badge", letteralmente "insegna di legno". Inizialmente Baden-Powell aveva previsto che potessero essere uno o due da portare sulla giacca o sul cappellone a seconda della preparazione e del livello raggiunto. Nel 1922 queste distinzioni vennero abolite e furono adottati i due "tizzoni" da portare al collo per chi avesse superato tutti i livelli di formazione. 
Pertanto, contrariamente a quanto credono in molti, non sono pezzi di carbone dell'ultimo fuoco di Baden-Powell, che quando iniziò a distribuirne aveva ancora oltre vent'anni di vita davanti a sé. Il termine Tizzoni (pur lasciando la possibilità di equivoco sulla leggenda dell'ultimo fuoco) evoca comunque in chi li porta l'idea di prendere sempre parte a un nuovo fuoco cui prendono parte Baden-Powell e tutti i capi che hanno completato i corsi Wood Badge.
Dopo aver esaurito la scorta originale, uno dei primi esercizi introdotti a Gilwell Park fu l'intaglio di nuovi tizzoni in legno di faggio o carpine bianco. La collana originale è stata ricomposta dopo la morte di Baden-Powell ed è oggi visibile a Gilwell Park, in un piccolo museo.
Gli allievi che hanno superato i corsi di formazione Gilwell e il resto dell'iter previsto dalla propria associazione ricevono due tizzoni.
Ecco lo schema di tutte le possibilità:
- 1 tizzone: campo di base (non più usato, ora il minimo è due)
- 2 tizzoni: completata la formazione Gilwell
- 3 tizzoni: Assistant Leader Trainer (aiutante nei campi di formazione Gilwell)
- 4 tizzoni: Leader Trainer (chi dirige un campo di formazione Gilwell)
- 5 tizzoni: Gilwell Deputy Camp Chief (Vice Capo Campo di Gilwell Park, vedi più avanti per dettagli)
- 6 tizzoni: Gilwell Camp Chief (Capo Campo di Gilwell Park)

I sei tizzoni erano indossati inizialmente solo da Baden-Powell stesso. In seguito, ne diede un set a Sir Percy Everett, come riconoscimento dell'immenso lavoro fatto da questi per il movimento, dal campo a Brownsea nel 1907 in poi. Nel 1949, Sir Percy portò i propri sei tizzoni a Gilwell Park e li lasciò come distintivo del capo campo. Li indossò così John Thurman e in seguito Bryan Dodgson. Nel 1983 ci fu una riorganizzazione degli incarichi, il ruolo di "Capo Campo" fu abolito, e i sei tizzoni passarono a Derek Twine, Executive Commissioner for Programme and Training (Commissario Centrale per il Metodo e la Formazione Capi). Dopo un'ulteriore ristrutturazione sono passati a Stephen Peck, Director of Programme and Development (Direttore del Metodo e dello Sviluppo).
Il titolo di Deputy Camp Chief venne dato ai responsabili della Formazione Capi delle singole associazioni scout, ai quali spetta ancor oggi. Nel 1929, infatti, fu tenuto a Kandersteg il primo campo Gilwell fuori da Gilwell Park. Col tempo, anche altre associazioni nazionali sono state autorizzate a tenere dei campi Gilwell che si concludono col riconoscimento del Wood Badge. I rispettivi dirigenti incaricati di gestire a livello nazionale la Formazione Capi erano dunque considerati, appunto, dei vice capi campo, in quanto gestivano le succursali di Gilwell Park all'estero.
Va ricordato che il numero di tizzoni (dopo il secondo) è legato al ruolo ricoperto nella formazione capi, e solo in questa. Non è un riconoscimento della capacità in generale di fare il capo. Inoltre i tizzoni da Deputy Camp Chief e Camp Chief vanno consegnati al proprio successore alla fine dell'incarico.
Dalla fine degli anni sessanta in poi la formazione è stata completamente riorganizzata e demandata progressivamente e definitivamente alle organizzazioni scout nazionali.

### Laccio
Verso la fine dell'assedio di Mafeking, Baden-Powell incontrò un vecchio indigeno che gli chiese perché aveva l'aria così depressa (cosa peraltro rara nel Fondatore), e gli regalò un laccetto di cuoio che aveva attorno al collo, un portafortuna donatogli dalla madre. Pochi giorni dopo Mafeking venne liberata, dimostrando il potere di questo portafortuna. Baden-Powell si ispirò a questo laccio per appendere i tizzoni del Wood Badge.

### Portafazzolettone a testa di turco o testa di moro
Il "Gilwell Woggle" è un classico nodo a testa di turco ottenuto intersecando due volte una striscia di cuoio rotonda.
Inizialmente il fazzolettone scout era legato attorno al collo con un nodo da cravatta lento e col tempo si sgualciva. In America si iniziavano così a sperimentare metodi alternativi come anelli in osso, legno o corda. Saputo dell'idea degli americani, Bill Shankley, uno dei due impiegati permanenti di Gilwell Park, provò a migliorare l'idea. Ne uscì l'attuale nodo a testa di turco, all'epoca utilizzato nella barca a vela, che costruì con una sottile cinghia di trasmissione di cuoio ricavata da una macchina da cucire. 
Inizialmente non era previsto tra gli elementi dell'insegna, in seguito, tra il 1943 e il 1989 il suo utilizzo fu ristretto ai capi che portavano a termine l'iter formativo di base (ciò è ancora in uso nella scuola capi di CNGEI, FederScout, FSE e Nuova ASCI, mentre indica il conseguimento del secondo livello di formazione, ovvero il corso tecnico, per l'Assoraider).

## Il Wood Badge nelle varie associazioni
Nella Conferenza Scout Internazionale del 1955, tenuta a Niagara Falls, in Canada, furono fissate le norme cui le varie associazioni scout devono attenersi nell'assegnare il Wood Badge.
Con due decisioni successive nel 1969 e nel 1977 la Conferenza Mondiale del Movimento scout demandò alle Associazioni locali l'intera formazione capi. Pur mantenendo le insegne di Gilwell, la Conferenza stabilì che ogni Associazione era libera di elaborare i propri iter di formazione e di definirne i contenuti.
Non tutte le associazioni, a oggi, fanno uso del Wood Badge.
Va ricordato che il Wood Badge è un riconoscimento dello Scautismo e non del Guidismo. Per questo motivo, il suo uso è riservato ai membri di associazioni di scautismo maschile aderenti all'Organizzazione Mondiale del Movimento Scout (OMMS/WOSM) anche se, ovviamente in alcuni paesi, queste associazioni iscrivono anche ragazze.
Alcuni sostengono che coloro che abbiano ottenuto il brevetto di Leader Trainer (4 tizzoni) a Gilwell o attraverso corsi OMMS siano abilitati a organizzare dei campi scuola secondo il metodo Gilwell, e a concederne il relativo brevetto. Questa scuola di pensiero legittimerebbe anche le associazioni che oggi non si riconoscono nell'OMMS a organizzare corsi di Formazione Gilwell, concedendo le relative insegne. Tuttavia va precisato che brevetti così ottenuti sono validi solo internamente, dato che i capi brevettati come Leader Trainer in un'associazione riconosciuta dall'OMMS, non potranno, nel caso non ne facessero più parte, brevettare a loro volta un Leader Trainer in grado di chiedere i brevetti Gilwell (non appartenendo a un'associazione OMMS infatti il suo brevetto LT non risulterebbe nei registri di Gilwell). La questione è ancora molto dibattuta.
Probabilmente anche per evitare problemi legali legati allo sfruttamento di insegne altrui, alcune di queste associazioni preferiscono non utilizzare tutte le insegne del Wood Badge, ma solo alcune. Ad esempio, nella FSE il fazzolettone che si riceve con il Wood Badge è blu, e nell'angolo che va dietro c'è il giglio simbolo della promessa FSE.
L'esperienza ha dimostrato che da Gilwell Park vengono inviate le insegne anche a richiesta di Leader Trainer che non fanno parte di associazioni aderenti all'OMMS, visto che non è praticamente possibile verificare le loro dichiarazioni di appartenenza a un'associazione riconosciuta. Ultimamente, inoltre, è possibile acquistare le insegne di Gilwell senza troppe difficoltà attraverso internet, e anche se è obbligatorio indicare il proprio numero di brevetto, la cosa in parte potrebbe svilirne il significato.

### Associazione Guide e Scouts Cattolici Italiani
Nell'Associazione Guide e Scouts Cattolici Italiani (AGESCI) il socio adulto, per ottenere la Nomina a Capo e il Wood Badge, deve partecipare a tre campi:
- Campo di Formazione Tirocinanti (CFT): dalla durata variabile (di solito 2-4 giorni), è un'occasione formativa che si colloca all'interno del tirocinio (il primo anno di servizio educativo in un'unità) da vivere preferibilmente nel momento iniziale di inserimento in Comunità Capi ed è necessario per poter partecipare al Campo di Formazione Metodologica. Affronta tematiche quali: le scelte fatte dall'adulto, il Patto Associativo, la formazione personale, le peculiarità del servizio educativo e l'importanza della testimonianza, gli elementi fondamentali del metodo, l'associazione.
- Campo di Formazione Metodologica (CFM): è rivolto ai soci adulti che hanno frequentato il CFT, si svolge di solito dopo l'anno di tirocinio e ha una durata variabile tra i 5 e i 7 giorni. Vengono qui affrontate le seguenti tematiche: il metodo e le nozioni psicopedagogiche della Branca e dell'età dei ragazzi di riferimento, l'uso intenzionale del metodo e -nei suoi valori essenziali- la sua unitarietà durante la proposta scout, lo strumento/risorsa “progetto” nei vari livelli associativi, la corresponsabilità dei soci adulti e la capacità di individuare i propri bisogni formativi e costruire percorsi personali di crescita.
- Campo di Formazione Associativa (CFA): è rivolto ai soci adulti che hanno vissuto da almeno 12 mesi[2] il Campo di Formazione Metodologica (CFM) e ha una durata di 7 giorni. Tra i suoi obiettivi: verificare e sintetizzare la propria esperienza educativa e formativa per costruire prospettive circa la propria scelta di essere educatore; consolidare le scelte del Patto Associativo; rafforzare la cultura e lo stile della formazione permanente; acquisire maggiore consapevolezza nella relazione educativa capo-ragazzo; verificare la propria capacità di applicazione intenzionale del metodo scout nella sua globalità; comprendere il metodo scout nel suo complesso e in particolare nella sua continuità attraverso le Branche; rielaborare le proprie esperienze di capo e utilizzare le proprie competenze; comprendere le relazioni esistenti tra i diversi progetti associativi e il territorio; divenire co-costruttori del pensiero associativo e concorrere all'elaborazione metodologica; stimolare la riflessione sull'essere Associazione e l'essere Chiesa.

Prima del CFT è preferibile aver partecipato a una ROSS (Route di Orientamento alle Scelte di Servizio) se si è stati Rover/Scolte, oppure a un CAEX (Campo per Adulti di provenienza EXtrassociativa) se non lo si è stati, o si rientra in Associazione dopo una lunga pausa. Non è un obbligo.
Per chi cambia Branca tra il CFM e il CFA è necessario partecipare al CAM (Campo di Aggiornamento Metodologico, su una Branca in particolare) per poter fare il capo unità; questo campo è suggerito anche a quei Capi brevettati che cambiano o ritornano in una particolare Branca dopo anni di servizio in un'altra, o per la prima volta.
Trascorso un anno di servizio associativo dopo il CFA, la Comunità Capi di appartenenza può fare la richiesta di Nomina a Capo. Per far ciò invia una presentazione del socio adulto alla quale si allegano le valutazioni dei campi di formazione eseguiti. Dopo un parere (vincolante) della Zona e della Regione, la domanda viene esaminata dal livello nazionale. I Capi vengono nominati dalla Capo Guida e dal Capo Scout. Con la nomina a capo si ottiene anche il Wood Badge.
Il 9 agosto 1986, durante la Route Nazionale Rover/Scolte ai Piani di Pezza, l'AGESCI ha donato il Wood Badge a papa Giovanni Paolo II, rendendolo capo onorario dell'AGESCI.

### Corpo Nazionale Giovani Esploratori ed Esploratrici Italiani
Nel Corpo Nazionale Giovani Esploratori ed Esploratrici Italiani (CNGEI) la formazione ha una tradizione antica e consolidata riconosciuta da WOSM e da WAGGGS ed è rivolta a tutti i ruoli presenti nell'associazione. Nel tempo si è evoluta, pur mantenendosi fedele alle tradizioni del Campo Gilwell, per essere accessibile (a livello di tempo e vicinanza alla sede) al maggior numero di Capi e Dirigenti.
Dal 2006 il Settore Formazione ha avviato una riforma che prevede la "modularizzazione" dell'iter, per permettere di proseguire il proprio cammino formativo anche a chi non avesse la disponibilità di un'intera settimana per il Campo Scuola. La formazione di un Adulto come educatore diretto (Capo) o educatore indiretto (Dirigente) prevede queste fasi:
- Primo Livello di Formazione (PLF): ora suddivisibile in Modulo Base e Modulo Risorse Adulte (MoRA) mira a dare le conoscenze generali dell'associazione, del metodo e delle caratteristiche dei ragazzi
- Terminato con successo il PLF il partecipante deve redigere un Esercizio di Programmazione (EdP) in cui dimostri la capacità di programmare un percorso educativo.

Terminata questa prima fase riceve la "Testa di Moro".
- Secondo Livello di Formazione (SLF): a sua volta suddiviso in Modulo Avanzato e Modulo Capo Unità. Il Modulo Capo Unità è specifico a seconda del ruolo che si va a ricoprire (Capo Branco, Capo Reparto, Capo Compagnia, Capo Gruppo, Commissario di Sezione, Presidente di Sezione, Coordinatore Senior, Dirigente Nazionale) mira a dare conoscenze su strumenti specifici di metodo, coordinamento di adulti, risoluzione di conflitti, problem solving...
- Redazione del Progetto Personale (PP), che a differenza del primo va anche realizzato e verificato.

Terminata questa seconda fase, l'adulto CNGEI riceve i Tizzoni, il foulard Gilwell e il brevetto.

### Federazione del Movimento Scout Italiano
La Formazione Capi nella Federazione del Movimento Scout Italiano (FederScout) è basata su due livelli e segue il sistema sperimentato a Gilwell Park. Tutte le Associazioni aderenti alla FederScout hanno la formazione capi in comune e demandata alla Federazione, esclusi i corsi Basali pre Scuola Federale obbligatori e di pertinenza associativa. Una nuova struttura dei corsi di formazione è entrata in vigore dall'Agosto 2007
- Il Corso di 1° Tempo, (Preliminary Training Course -PTC-), organizzato come specifico per ogni branca, durante 7-9 giorni affronta le tematiche relative, facendo immedesimare gli allievi nei bambini e ragazzi di cui dovranno essere responsabili. In questa fase viene approfondito il "come" viene svolta l'attività nella singola branca. Una volta giudicata positivamente la parte al campo, e approvata la conoscenza della parte teorica, incentrata sulla analisi approfondita del testo di riferimento di B-P, gli allievi come insegna ricevono la "Testa di Moro" e possono partecipare al corso di 2° Tempo.
- Il Corso di 2° Tempo dura anch'esso una settimana abbondante. È interbranca e affronta a livello pedagogico il "perché" le attività vanno organizzate in quel particolare modo. Il Corso si supera, oltre al giudizio positivo della parte al campo, dopo aver messo in atto e verificato un progetto, di valenza non solamente teorica nell'ambito del Metodo, nel corso di un anno di servizio nella branca prescelta. In questo periodo si è seguiti da un "Tutor", che è un capo brevettato ed in servizio, della propria o di un'altra Associazione. Al termine si consegue il brevetto di "Beaver, Cub, Scout o Rover Master", a seconda della Branca, e come insegna si ricevono Tizzoni (Wood Badge) e Fazzolettone Gilwell.

Solo per chi si dedicherà alla Formazione sono previsti altri due livelli che si raggiungono dopo aver seguito gli iter previsti e i relativi Corsi. Più esattamente il livello di Assistant Leader Trainer (A.L.T.), che ha come insegna i tre tizzoni, e il livello di Leader Trainer (L.T.) che ha come insegna i 4 tizzoni.

### Associazione Italiana Guide e Scouts d'Europa Cattolici
Nell'Associazione Italiana Guide e Scouts d'Europa Cattolici (FSE) la preparazione e formazione del Capo si attua attraverso un iter articolato in tre periodi: formazione di 1º tempo, formazione di 2º tempo, formazione di 3º tempo (o permanente)..
- Formazione di 1º tempo: il suo scopo è di formare gli Aiuto Capi e di porre le basi perché divengano validi Capi nell'Associazione. Al termine della formazione di primo tempo, si può ottenere il brevetto di Aiuto Capo per la Branca prescelta. L'Aiuto Capo brevettato porta il ferma-fazzolettone in cuoio con nodo a testa di turco, da indossare sul fazzolettone di Gruppo.
- Formazione di 2º tempo: il suo scopo è di formare i Capi Unità dell'Associazione, completando il lavoro formativo iniziato con il 1º tempo, approfondendo maggiormente i vari temi e offrendo un'apertura ai più vasti problemi connessi con l'azione del Capo-educatore.
Al termine della formazione di secondo tempo, si può ottenere il brevetto di Capo per la Branca prescelta dopo la preparazione di una tesina (metodologica e no) maturata in seguito al Campo scuola effettuato e superato e un periodo di tirocinio nel quale il futuro capo brevettato mette in pratica quanto appreso.
Il Capo brevettato porta le insegne Wood Badge nella variante FSE.
- Formazione di 3º tempo: questo momento di formazione non ha un iter e un termine precisi come i due precedenti perché è affidato direttamente alla sensibilità del Capo; questi dovrà avere una cura costante per la sua formazione spirituale, per la sua sistemazione sociale e per il suo arricchimento metodologico.

### Associazione Scouts Cattolici Italiani
La formazione capi dell'Associazione Scouts Cattolici Italiani (ASCI) prevedeva due campi di formazione o Campi Scuola (detti Primo Tempo e Secondo Tempo). Dopo questi campi il capo doveva stilare una tesina su un argomento del metodo. Il capo che aveva completato l'iter nazionale di formazione riceveva come distintivo un fazzolettone verde e un rettangolo di cuoio con sopra incisa l'isegna della Branca di competenza (la testa di lupo, il giglio dell'esploratore, la forcola del rover) da portare sulla tasca destra della camicia; il fazzolettone Gilwell e i tizzoni venivano invece attribuiti solo ai capi che avevano completato l'iter di formazione in un corso internazionale riconosciuto idoneo dal Bureau Internazionale dello Scautismo (oggi Organizzazione Mondiale del Movimento Scout). Negli anni della fusione fra ASCI e AGI i campi scuola divennero regionali e nazionali, essendo ormai collaudate le pattuglie di formazione capi regionali. Venne anche introdotto un livello regionale di formazione riservato prevalentemente a giovani Rover e Scolte appena usciti dai noviziati, denominato R.O.S.A. (Route di Orientamento al Servizio Associativo).
Agli inizi, solo una piccola percentuale di capi dell'ASCI completava la formazione (molti nemmeno la iniziavano, in quanto era possibile fare il capo unità anche senza formazione); in seguito a una maggiore sensibilizzazione associativa dei capi al problema e con una più ampio numero di campi Gilwell disponibili per la formazione capi, a partire dalla metà degli anni sessanta, questa percentuale ha cominciato a innalzarsi lasciando intravedere l'ipotesi di pattuglie di formazione capi regionali adeguate e consistenti.

### Associazione Guide Esploratori Cattolici Sammarinesi
L'Associazione Guide Esploratori Cattolici Sammarinesi (AGECS) segue la formazione capi dell'AGESCI, e i suoi capi partecipano ai campi dell'AGESCI.

### Scouts Australia
La formazione Gilwell in Australia segue in larga parte lo schema britannico. Tuttavia, nel 2003 l'associazione Scouts Australia ha istituito lo "Scouts Australia Institute of Training", riconosciuto dal governo australiano nell'albo dei National Vocational & Education Training (VET) Provider. I Capi australiani che conseguono il Wood Badge ottengono dunque anche un Diploma in Leadership, riconosciuto in tutta l'Australia sia dalla pubblica amministrazione sia dai privati, ed è considerato una qualifica professionale. È probabilmente il primo caso in cui un iter di formazione scout viene riconosciuto anche al di fuori dello scautismo.

### Boy Scouts of America
Il primo corso Wood Badge dei Boy Scouts of America (BSA) risale al 1936. Divenne tuttavia ufficiale solo dal 1948. Inizialmente vi erano varie versioni del corso, le più popolari quella per i formatori di branca Cubs e quella per i capi di branca Scouts. All'inizio del nuovo millennio, i corsi sono stati unificati e si rivolgono ai capi di qualunque branca, non ai formatori. Prima del corso Wood Badge occorre aver seguito i corsi "Fast Start", "New Leader Essentials" e "Leader Specific Training" (quest'ultimo specifico per branche).
Il vecchio corso Wood Badge per capi reparto era molto interessante. L'enfasi sulle squadriglie era talmente forte che spesso e volentieri l'aver fatto parte di pattuglie con lo stesso nome ma in campi diversi portava a un fortissimo spirito di comunità fra capi che non si erano mai incontrati prima.
Il corso veniva offerto anche in formula week end, che veniva considerata molto più efficace ma anche più impegnativa rispetto alla formula settimanale. Richiedeva infatti non solo la partecipazione a tre week end di campo, ma anche a due riunioni di pattuglia intermedie, e dei compiti a casa da svolgere organizzando attività specifiche col proprio reparto di provenienza.